# Роберт Просинечки
Роберт Просинечки (на хърватски: Robert Prosinečki) е бивш хърватски футболист. Роден е на 12 януари 1969 г. в Швенинген, Германия. Висок е 182 см и играе като халф.
Просинечки е участник на световните първенства по футбол през 1990, 1998 и 2002 г. и е отбелязал общо 3 гола за националния отбор на Хърватия в тях.